# Ecomusei della Lombardia
Gli ecomusei della Lombardia sono degli ecomusei che hanno sede in Lombardia in Italia. Gli ecomusei della Lombardia possono essere riconosciuti dalla Regione Lombardia e possono fare parte della rete degli ecomusei della Lombardia.
La storia degli ecomusei in Lombardia è legata alla legge regionale n. 13/2007 che ne istituzionalizza la natura e stabilisce una serie di criteri affinché gli enti possano essere riconosciuti dalla Regione Lombardia. Nel 2014 gli ecomusei riconosciuti sono 44.

## Riconoscimento della Regione Lombardia
La legge regionale della Lombardia sugli ecomusei è del 12 luglio 2007 e ha un forte impatto sul territorio lombardo nel stimolare la costituzione di ecomusei e nel sostenerli. La legge definisce una serie di nove finalità proprietarie degli ecomusei:
1. il coinvolgimento e la partecipazione attiva della popolazione in quanto l'ecomuseo rappresenta l'espressione della cultura di un territorio ed ha come principale riferimento la comunità locale;
2. la ricostruzione delle trasformazioni sociali, economiche, culturali e ambientali storicamente vissute dalle comunità locali e dai territori, al fine di accompagnare lo sviluppo sostenibile e condiviso;
3. la sensibilizzazione e la promozione allo sviluppo sostenibile delle comunità locali, delle istituzioni, in particolare culturali, scientifiche e scolastiche, delle attività economiche, degli enti ed associazioni locali;
4. la conservazione ed il restauro di ambienti di vita tradizionali per tramandare le testimonianze e le trasformazioni della cultura materiale e immateriale e ricostruire l'evoluzione delle abitudini di vita e di lavoro delle popolazioni locali, delle tradizioni religiose, culturali, ricreative e agricole, dell'utilizzo delle risorse naturali, delle tecnologie, delle fonti energetiche e delle materie impiegate nelle attività produttive;
5. la valorizzazione dei territori e dei loro patrimoni, di immobili caratteristici e storici, mobili ed attrezzi, strumenti di lavoro e ogni altro oggetto utile alla ricostruzione fedele di ambienti di vita tradizionali, sia interni che esterni, consentendone la salvaguardia e la buona manutenzione, nonché il rafforzamento delle reti di relazioni locali;
6. la ricostruzione di ambienti di vita e di lavoro tradizionali volti alla produzione di beni o servizi da offrire ai visitatori, creando occasioni di impiego e di vendita di prodotti locali, nonché di didattica, sport e svago in genere;
7. la predisposizione di percorsi turistici e culturali volti a ricostituire gli ambienti tradizionali;
8. la promozione e il sostegno delle attività di ricerca scientifica e didattico-educative riferite alla storia, all'arte, alle tradizioni locali ed all'ambiente;
9. lo studio, la rappresentazione e la tutela dei paesaggi tipici lombardi.

Per applicare il riconoscimento, vengono poi creati dei criteri che definiscono i requisiti minimi che gli enti devono soddisfare; un monitoraggio annuale permette agli ecomusei di mantenere il riconoscimento. Gli ecomusei della Lombardia ricevono il riconoscimento nel 2008, 2009, 2011 e 2014. A gennaio 2015 gli ecomusei lombardi riconosciuti sono 44.

## Funzionamento degli ecomusei della Lombardia
Ogni ecomuseo identifica i beni culturali, il patrimonio immateriale e il patrimonio paesaggistico del suo territorio. L'ecomuseo ha il ruolo di documentare, conservare, valorizzare e interpretare il suo patrimonio attraverso le sue attività.
- I beni culturali sono quelli di cui agli artt. 10 e 11 del d.lgs 42/2004, ma anche il patrimonio diffuso sul territorio che contribuisce a costituire la sua identità.
- Il patrimonio culturale immateriale sono le prassi, le rappresentazioni, le espressioni, le conoscenze, il know-how – come pure gli strumenti, gli oggetti, i manufatti e gli spazi culturali associati agli stessi – che le comunità, i gruppi e in alcuni casi gli individui riconoscono in quanto parte del loro patrimonio culturale. Questo patrimonio culturale immateriale, trasmesso di generazione in generazione, è costantemente ricreato dalle comunità e dai gruppi in risposta al loro ambiente, alla loro interazione con la natura e alla loro storia e da` loro un senso d'identità e di continuità, promuovendo in tal modo il rispetto per la diversità culturale e la creatività umana. (Convenzione per la salvaguardia del patrimonio culturale immateriale – art. 2).
- Il patrimonio paesaggistico è definito dal punto di vista della salvaguardia dei valori del paesaggio all'interno dell'art. 131 del d.lgs. 22 gennaio 2004, n. 42 – Codice dei beni culturali e del paesaggio, ai sensi dell'art. 10 della legge 6 luglio 2002, n. 137: «Ai fini del presente codice per paesaggio si intendono parti di territorio i cui caratteri distintivi derivano dalla natura, dalla storia umana o dalle reciproche interrelazioni. La tutela e la valorizzazione del paesaggio salvaguardano i valori che esso esprime quali manifestazioni identitarie percepibili».

## Elenco degli ecomusei della Lombardia
| Ecomuseo                                                                     | Marchio | Sede (Comune)                                                         | Provincia/e                                  | Territorio | Area tematica | Rappresentante legale       | Gestione                                                        | Riconoscimento | Rete | Licenza        |
| ---------------------------------------------------------------------------- | ------- | --------------------------------------------------------------------- | -------------------------------------------- | --- | --- | --------------------------- | --------------------------------------------------------------- | -------------- | ---- | -------------- |
| Ecomuseo Centro Storico-Borgo rurale di Ornica                               |         | Ornica - Via Roma, 1                                                  | Bergamo                                      | Ornica | |                             |                                                                 | Si             | Si   |                |
| Ecomuseo delle Orobie                                                        |         | Vilminore di Scalve - Comunità Montana di Scalve via Acerbis, 2       | Bergamo                                      | Vilminore di Scalve | La Strada Verde - tra acqua ferro e legno |                             |                                                                 | 2008           | Si   |                |
| Ecomuseo di Valtorta                                                         |         | Valtorta - Via Roma, 5                                                | Bergamo                                      | Valtorta | |                             |                                                                 | 2008           | Si   |                |
| Ecomuseo Miniere di Gorno                                                    |         | Gorno - Via della Credenza, 8                                         | Bergamo                                      | Gorno | Il viaggio dello zinco tra alpeggi e miniere |                             |                                                                 | Si             | Si   |                |
| Ecomuseo Val Borlezza                                                        |         | Cerete - Comune di Cerete - Via Roma 7                                | Bergamo                                      | Val Borlezza | |                             |                                                                 | Si             | Si   |                |
| Ecomuseo Val Taleggio                                                        |         | Taleggio - Fraz. Sottochiesa, 25                                      | Bergamo                                      | Val Taleggio | |                             |                                                                 | 2008           | Si   | Testi cc by-sa |
| Ecomuseo Valcalepio e basso Sebino                                           |         | Sarnico - via Lantieri 6                                              | Bergamo                                      | Valcalepio e basso Sebino | |                             |                                                                 | Si             | Si   |                |
| Ecomuseo Valle Imagna                                                        |         | Sant'Omobono Terme - Via Vittorio Veneto, 90                          | Bergamo                                      | Valle Imagna | |                             |                                                                 | 2008           | Si   |                |
| Ecomuseo Concarena-Montagna di Luce                                          |         | Cerveno - Piazza Prudenzini, 2                                        | Brescia                                      | Cerveno | |                             |                                                                 | 2008           | Si   |                |
| Ecomuseo del Botticino                                                       |         |                                                                       | Brescia                                      | Comuni di Botticino, Rezzato, Mazzano, Serle, Nuvolera, Nuvolento, Prevalle, Paitone, Gavardo, Vallio Terme e le frazioni di S.Eufemia e Caionvico. | |                             |                                                                 | Si             | Si   |                |
| Ecomuseo del Vaso Re e della Valle dei Magli                                 |         | Bienno - Piazza Liberazione, 1                                        | Brescia                                      | Val Grigna / Valle dei Magli | |                             |                                                                 | 2008           | Si   |                |
| Ecomuseo della Resistenza                                                    |         |                                                                       | Brescia                                      | Corteno Golgi, Edolo, Monno e Aprica | |                             |                                                                 | Si             | Si   |                |
| Ecomuseo della Valle delle Cartiere di Toscolano Maderno                     |         | Toscolano Maderno - Via Trento, 5                                     | Brescia                                      | Toscolano Maderno | |                             |                                                                 | 2008           | Si   |                |
| Ecomuseo della Valvestino                                                    |         | Turano di Valvestino - Località Cluse                                 | Brescia                                      | Turano di Valvestino, Valvestino | |                             |                                                                 | Si             | Si   |                |
| Ecomuseo dell'alta via dell'Oglio                                            |         | Vione                                                                 | Brescia                                      | Alta Valle Camonica | La civiltà di pastori, artigiani, contadini dell'alto corso dell'Oglio. | Sindaco del Comune di Vione | Ente pubblico formato dai sei comuni dell'Alta Valle.           | 2013           | Si   |                |
| Ecomuseo delle Limonaie del Garda Prà de la fam                              |         | Tignale                                                               | Brescia                                      | Tignale | |                             |                                                                 | Si             | Si   |                |
| Ecomuseo di Valle Trompia la Montagna e l'Industria                          |         | Gardone Val Trompia - Via Convento, 1                                 | Brescia                                      | Gardone Val Trompia | |                             |                                                                 | Si             | Si   |                |
| Ecomuseo nel Bosco degli Alberi del Pane                                     |         | Ceto - Via Marconi, 8                                                 | Brescia                                      | Ceto | |                             |                                                                 | 2008           | Si   |                |
| Ecomuseo Planum Aquae                                                        |         | Borgo San Giacomo - Fondazione Castello di Padernello - Via Cavour, 1 | Brescia                                      | Borgo San Giacomo | |                             |                                                                 | Si             | Si   |                |
| Ecomuseo Valle del Caffaro                                                   |         |                                                                       | Brescia                                      | Bagolino, Ponte Caffaro | |                             |                                                                 | Si             | Si   |                |
| Ecomuseo della Val Sanagra                                                   |         |                                                                       | Como                                         | Val Sanagra / Val Menaggio | |                             |                                                                 | Si             | Si   |                |
| Ecomuseo del Distretto dei Monti e dei Laghi Briantei                        |         | Villa Camozzi - Piazza Camozzi 2                                      | Lecco                                        | Confine tra Alpi e Prealpi | |                             |                                                                 | Si             | Si   |                |
| Ecomuseo delle Grigne                                                        |         | Esino Lario - Villa Clotilde - Via Montefiori, 19                     | Lecco                                        | Esino Lario e Grigna settentrionale | Rapporto tra l'uomo e la montagna | Sindaco di Esino Lario      | Associazione Amici del Museo delle Grigne Onlus                 | 2009           | 2008 | cc by-sa       |
| Ecomuseo Val San Martino                                                     |         | Calolziocorte                                                         | Lecco e Bergamo                              | | |                             |                                                                 | 2009           | Si   |                |
| Ecomuseo della Valvarrone                                                    |         | Vestreno - Centro Scolastico della Valvarrone - Via Dervio 225        | Lecco                                        | Fondovalle dal Torrente Varrone, Vestreno e Valvarrone | |                             |                                                                 |                | Si   |                |
| Ecomuseo della risaia dei fiumi e del paesaggio rurale mantovano             |         | Castel d'Ario - Piazza Garibaldi                                      | Mantova                                      | Castel d'Ario | Risaia, fiumi e paesaggio rurale mantovano |                             |                                                                 | 2009           | Si   |                |
| Ecomuseo Terre d'Acqua fra Oglio e Po                                        |         | Viadana - Piazza Matteotti, 2                                         | Mantova                                      | Viadana | |                             |                                                                 | Si             | Si   |                |
| Ecomuseo tra il Chiese, il Tartaro e l'Osone                                 |         |                                                                       | Mantova                                      | Comuni di Casaloldo, Casalmoro, Castel Goffredo, Gazoldo degli Ippoliti, Piubega e Redondesco | Terra dell'agro centuriato della postumia |                             |                                                                 | Si             | Si   | cc by-sa       |
| Ecomuseo Valli Oglio Chiese                                                  |         | Canneto sull'Oglio - Piazza Gramsci, 79                               | Mantova                                      | Fiumi Oglio, Chiese e dai relativi affluenti | |                             |                                                                 | 2008           | Si   |                |
| Ecomuseo Adda di Leonardo                                                    |         | Vaprio d'Adda - Casa del Custode delle Acque - Via Alzaia Sud 3       | Milano, Lecco Bergamo, Monza e della Brianza | Parco dell'Adda Nord | Leonardo da Vinci, conche e navigli, archeologia industriale, paesaggio fluviale |                             | Associazioni di Comuni e referenti attori economici e culturali | 2008           | Si   |                |
| Ecomuseo del Paesaggio di Parabiago                                          |         | Parabiago                                                             | Milano                                       | | Interpretazione del paesaggio | Sindaco di Parabiago        | Comune di Parabiago                                             | 2008           | Si   | cc by-sa       |
| Ecomuseo Urbano Metropolitano Milano Nord (EUMM)                             |         | Milano - Via Cesari, 17                                               | Milano                                       | Milano Nord | |                             |                                                                 | 2009           | Si   | cc by-sa       |
| Ecomuseo del Territorio di Nova Milanese nel Parco Grugnotorto Villoresi     |         | Nova Milanese - Via Villoresi, 34                                     | Monza e Brianza                              | Nova Milanese | |                             |                                                                 | 2009           | Si   | cc by-sa       |
| Ecomuseo Valle Spluga                                                        |         | Campodolcino - Frazione Corti - Piazza S. Antonio 15                  | Sondrio                                      | Chiavenna - Passo dello Spluga | |                             |                                                                 | Si             | Si   |                |
| Ecomuseo della Valgerola                                                     |         | Gerola Alta - Via P. De Mazzi, 11                                     | Sondrio                                      | Parco delle Orobie Valtellinesi | |                             |                                                                 | 2008           | Si   |                |
| Ecomuseo della Valmalenco                                                    |         |                                                                       | Sondrio                                      | Comuni di Chiesa Valmalenco, Lanzada e Caspoggio | |                             |                                                                 | Si             | Si   |                |
| Ecomuseo delle terrazze Retiche di Bianzone                                  |         | Bianzone - Via Teglio, 1                                              | Sondrio                                      | Alpi Retiche, al confine con la Svizzera | |                             |                                                                 | 2009           | Si   |                |
| Ecomuseo Valli del Bitto di Albaredo                                         |         | Albaredo per San Marco - Via Brasa, 15                                | Sondrio                                      | Parco delle Orobie Valtellinesi | |                             |                                                                 | 2008           | Si   |                |
| Ecomuseo dei Laghi Varesini                                                  |         | Ispra - Via Cascine 56                                                | Varese                                       | Porzione intermedia della Provincia di Varese | |                             |                                                                 | Si             | Si   |                |
| Ecomuseo del Campo dei Fiori                                                 |         | Brinzio, Parco regionale Campo dei Fiori - Via Trieste, 40            | Varese                                       | Parco regionale Campo dei Fiori, Lago di Varese | |                             |                                                                 | Si             | Si   |                |
| Ecomuseo del distretto dei monti e dei laghi briantei                        |         | Lecco - Piazza Lega Lombarda, 4                                       | Lecco                                        | Prealpi, le colline del Monte di Brianza, i massicci montani del Cornizzolo, dei Corni di Canzo, del Moregallo e i laghi prealpini morenici. | |                             |                                                                 |                |      |                |
| Ecomuseo del Paesaggio Lomellino                                             |         | Ferrera Erbognone - Via Roma, 10                                      | Pavia                                        | Tra i fiumi Po a sud, Sesia a ovest e Ticino a est, nella parte occidentale della provincia di Pavia. | |                             |                                                                 |                |      |                |
| Ecomuseo della Prima collina, Montebello                                     |         | Montebello della Battaglia - Frazione Genestrello 12\14               | Pavia                                        | A nord la Pianura Padana nei territori di Pizzale e Lungavilla, a sud est le colline e i monti della Valle Schizzola, ad est il Torrente Coppache porta nelle alture di Borgo Priolo, a sud ovest i monti di Nazzano, il Torrente Staffora e la Pianura di Rivanazzano e Voghera, ad ovest la pianura di Voghera. | |                             |                                                                 |                |      |                |
| Ecomuseo della vite e del vino dell’Oltrepò Pavese orientale, Canneto Pavese |         |                                                                       | Pavia                                        | Comuni di Canneto Pavese, Castana e Montescano | |                             |                                                                 |                |      |                |
| Ecomuseo il Grano in Erba                                                    |         | Santa Margherita di Staffora - Frazione Casanova Destra               | Pavia                                        | Comuni di Santa Margherita di Staffora e di Menconico | |                             |                                                                 |                |      |                |
| Ecomuseo della Vettabbia e dei Fontanili                                     |         | Pantigliate - Piazza Comunale                                         | Milano                                       | Comuni del Basso Milanese compresi tra la SS9 Via Emilia e la Paullese | Ecomuseo Territoriale nato per valorizzare i luoghi, la cultura, le tradizioni, innovando, ma garantendo la sua origine agricola, ancora ricca di cascine, campi, boschi, corsi d’acqua e fontanili, abbazie, castelli, borghi, agriturismi, sentieri e percorsi da scoprire, ricchi di flora e fauna tipica della nostra zona, all’interno del Parco Agricolo Sud Milano. | Fabrizio Cremonesi          | Associazione Ecomuseo della Vettabiia e dei Fontanili APS       |                |      | cc by-sa       |

## Rete degli ecomusei della Lombardia
La rete degli ecomusei lombardi ha avuto avvio nell'anno 2008 a seguito di un protocollo d'intesa tra gli ecomusei. Nell'anno 2015 la rete si è ri-costituita come comunità di pratica informale, aperta a tutti gli ecomusei anche quelli non riconosciuti dalla Regione Lombardia. Sono stati costituiti alcuni gruppi di lavoro che mettono in comune buone pratiche, esprimono progettualità e formulano idee sulla ecomuseologia e la museologia comunitaria. Un sito di lavoro documenta l'attività svolta, il programma dei gruppi di lavoro, le istanze presentate a Regione Lombardia.